# Stylidium planirosulum
Stylidium planirosulum este o specie de plante dicotiledonate din genul Stylidium, familia Stylidiaceae, ordinul Asterales, descrisă de Wege. Conform Catalogue of Life specia Stylidium planirosulum nu are subspecii cunoscute.